# کوه‌های آبی
کوه‌های آبی یا بلو ماؤنتینز یا (به انگلیسی: Blue Mountains) یکی از ناحیه‌های ایالت نیو ساوت ولز در استرالیا است که بیشتر آن را مناطق کوهستانی تشکیل داده‌است. بخش بزرگی از این ناحیه شامل هفت پارک ملی و مناطق حفاظت شده بخشی از میراث جهانی یونسکو می‌باشد.
پیش از این‌که اروپایی‌ها پا به این منطقه بگذارند سده‌های زیادی بومیان در این ناحیه زندگی می‌کردند. شواهد این امر را می‌توان در بسیاری از نقاط یافت.
وسعت این منطقه به بیش از ۱۱۴۰۰ کیلومتر مربع می‌رسد. تقریباً در ۵۰ کیلومتری غرب سیدنی حدفاصل بین دو رودخانه نیپین و کاکس واقع شده‌است. عمیق‌ترین دره‌های این ناحیه یه ۷۶۰ متر و بلندترین ارتفاعات آن به ۱۲۱۵ متر از سطح دریا می‌رسد. بیشترین قسمتهای بلو ماونتین مناطق محافظ شده متشکل از ۷ پارک ملی تشکیل می‌دهند قبل از اینکه پای اروپاییان به استرالیا برسد بلو ماونتین برای هزاران سال ساکنان بومی داشت. این ساکنان بومی را اکنون کنسول ی در شهر کاتومبا (مرکز بلو-ماونتین) نمایندگی می‌کند اولین حضور اروپاییان در منطقه با سال ۱۷۹۹ بازمی‌گردد. زمانی که شاه گیدلی دستور به ساخت زندانی برای محکومان ایرلندی و اسکاتلندی داد به‌دلیل صعب العبور بودن منطقه و وجود فقط ۲ مسیر که توسط بومیان مورد استفاده قرار می‌گرفت عبور به آنسوی بلو-ماونتین کار دشواری بود. یک زندانی سابق به اسم جان ویلسون می‌تواند اولین اروپایی باشد که از منطقه عبور کرده‌است. ویلسون با اولین کشتی حامل محکومان در سال ۱۷۸۸ به منطقه آورده شد و در سال ۱۷۹۲ از زندان آزاد شد. او در جنگلهای منطقه ساکن و نزدکی بومیان ساکن شد. روابط اون با بومیان بقدری نزدیک شد که به رابطی میان آن‌ها و اروپاییان تبدیل شد. در سال ۱۷۹۷ به سیدنی بازگشت و ادعا کرد که مناطقی به وسعت صدها مایل در اطراف سیدنی را پیموده و کشف کرده‌است. ادعای او همچنین شامل عبور از بلو-مانتین هم بود. ادعایی که می‌تواند صحت داشته باشد از آنجایی که او می‌توانسته با کمک بومیان و از طریق مسیر جنوب رودخانه کاکس از منطقه عبور کرده باشد. تغییرات آب و هوایی منطقه وابسته به تغییر ارتفاع است. در کاتومبا (شهر مرکزی منطقه بلو-مانتین) که تقریباً ۱۰۰۰ متر از سطح دریا ارتفاع دارد دما در تابستان به حداکثر ۲۲ درجه سانتیگراد می‌رسد. ولی گاهی ممکن است ۳۰ درجه را نیز تجربه کند. دمای هوا در شب معمولاً از ۱۹ درجه تجاوز نمی‌کند. در زمستانها به‌طور متوسط حدود ۱۰–۱۱ درجه باقی می‌ماند و در شب گاهی به ۱- نیز می‌رسد در مقایسه با بقیه نواحی مرکزی این منطقه صبح‌های خیلی سردی ندارد. در هر سال ممکن است ۲ یا ۳ بار برف ببارد که معمولاً روی زمین نمی‌نشیند.